# Heinrich Weber (Forstwissenschaftler)
Heinrich Weber (* 24. November 1868 in Londorf, Oberhessen; † 24. August 1934 in Leutkirch) war ein deutscher Forstwissenschaftler und Hochschullehrer.

## Wirken
Nach seiner Reifeprüfung in Frankfurt/M. am Realgymnasium Wöhlerschule studierte Heinrich Weber von 1887 bis 1890 Forstwissenschaft an der Universität Gießen. Zunächst war er nach seinem Studium im Privatforstdienst und als staatlicher Oberförster in Hessen tätig. Bereits in jungen Jahren wurde er 1904 außerordentlicher Professor für Forstwissenschaft an der Universität Gießen und promovierte hier im gleichen Jahr. In Gießen war er für die Gebiete Forstpolitik, Forstverwaltung, Forstgeschichte und forstliche Produktionslehre zuständig. Im Jahre 1920 wurde er auf ein Ordinariat an der Universität Freiburg/Br. berufen, das er bis an sein Lebensende 1934 versah. Im Amtsjahr 1931/32 war Weber überdies Rektor der Universität Freiburg.
Der Arbeitsschwerpunkt Webers lag im Bereich der Forstpolitik, aber auch der Waldbesteuerung und der Forstbetriebswirtschaftslehre. Neben seiner Tätigkeit in verschiedenen Fachverbänden gab er von 1929 bis 1934 die „Forstliche Rundschau“ heraus. Bereits seit 1907 war er Herausgeber der „Forstlichen Jahresberichte“ sowie Mitherausgeber, seit 1929 Herausgeber der „Allgemeinen Forst- und Jagdzeitung“.

## Veröffentlichungen (Auswahl)
- (mit Karl Wimmenauer): Übersichtstafeln der deutschen Forst und Jagdgeschichte. Springer, Berlin 1907.

- Die Besteuerung des Waldes. Sauerländer, Frankfurt/M. 1909.
- Die Grossherzogliche Hessische Staatsforstwirtschaft. Ein Beitrag zur hessischen Finanzverwaltung; kritische Betrachtungen über die Entwicklung der hessischen Staatsforstwirtschaft seit dem Jahre 1900. Roth, Gießen 1911.
- Nochmals die Großherzogliche Hessische Staatsforstwirtschaft. Roth, Gießen 1911.
- Forstpolitik. Parey, Berlin 1926 (erschienen 1931).
- Das Sozialisierungsproblem in der Forstwirtschaft (= Freiburger Universitätsreden, H. 5). Speyer & Kaerner, Freiburg 1931.
- (mit Fritz Reimers und Ludwig Wolff): Preistabellen zur Verordnung über die Preisbildung für inländisches Nadel-Schnittholz vom 11. Oktober 1938. Deutscher Holz Anzeiger, Berlin 1938.